# Мотлях Олександр Іванович
Мотлях Олександр Іванович (нар. 27 квітня 1967 в м. Носівка, Носівського району, Чернігівської області)— науковець і громадський діяч, практикуючий поліграфолог, доктор юридичних наук, професор, заслужений юрист України, завідувач наукової лабораторії з проблем психологічного забезпечення та психофізіологічних досліджень Навчально-наукового інституту заочного та дистанційного навчання Національної академії внутрішніх справ Міністерства внутрішніх справ України. 

## Життєпис
Закінчив Носівську середню школу № 3 (1984), році Мринське СПТУ № 33 (1985, водій категорії «С» та слюсар третього розряду).
З 1985 — водій вантажного автомобіля в Носівській міжколгоспній птахофабриці.
Закінчив Київський державний університет ім. Т.Г. Шевченка (1986—1991, факультет журналістики), Національну академію внутрішніх справ України (2000). 
Науково-педагогічну діяльність розпочав у 1997 року у вищому навчальному закладі України Академії праці та соціальних відносин, засновником якої є Федерація професійних спілок України.  Обіймав посади: 
- викладацькі: завідувача лабораторії криміналістики; асистента, викладача, старшого викладача, доцента кафедри кримінального права, процесу і криміналістики;
- адміністративні: заступника декана та декана юридичного факультету.

У 2005 році захистив дисертацію на здобуття наукового ступеня кандидата юридичних наук за спеціальністю 12.00.09 – кримінальний процес та криміналістика; судова експертиза; оперативно-розшукова діяльність. Захист відбувся в Академії адвокатури України. Тема наукової дисертації: «Питання методики розслідування злочинів у сфері інформаційних комп’ютерних технологій». (Науковий керівник Гончаренко В.Г., доктор юридичних наук, професор, заслужений  діяч науки і техніки України, академік Академії правових наук України, завідувач кафедри кримінального процесу та криміналістики Академії адвокатури України).
У 2007 Вища атестаційна колегія Міністерства освіти і науки України присвоїла Мотляху О.І. вчене звання доцента кафедри кримінального права, процесу та криміналістики.
У 2007-2008 працював у Міжгалузевій академії управління на юридичному факультеті, обіймаючи з початку посаду доцента кафедри кримінального права і процесу, а потім керівника цієї кафедри. 
З вересня 2008 року до серпня 2014 року працював у Юридичному інституті Національного авіаційного університету. (До 2012 року на посаді завідувача кафедри кримінального права та процесу, а потім перейшов на посаду професора тієї ж кафедри). 
У квітні 2014 року захистив дисертацію на здобуття наукового ступеня доктора юридичних наук за спеціальністю 12.00.09 – кримінальний процес та криміналістика; судова експертиза; оперативно-розшукова діяльність. Захист відбувся у Національній академії внутрішніх справ МВС України. Тема наукової дисертації: «Інструментальна діагностика достовірності вербальної інформації та використання її результатів у кримінальному провадженні». Науковий консультант дисертаційного дослідження Іщенко А.В., доктор юридичних наук, професор, заслужений юрист України, професор кафедри криміналістики та судової медицини Національної академії внутрішніх справ МВС України. 
Для української юридичної науки захист цієї теми дослідження, зроблений  Олександром Мотляхом, став знаковим явищем, оскільки це була перша докторського рівня наукова праця підготовлена та захищена на теренах Співдружності незалежних держав і присвячена саме можливості використання поліграфа у кримінально-процесуальній діяльності.
З вересня 2014 року перейшов на роботу в Національну академію внутрішніх справ МВС України, де й нині працює, обіймаючи посади:  
- до 2018 року – провідного наукового співробітника наукової лабораторії з проблем досудового розслідування Навчально-наукового інституту з підготовки фахівців для підрозділів слідства та кримінальної міліції. (З грудня 2015 року назва інституту перейменована в Навчально-науковий інститут №1).
- з листопада 2018 й до тепер завідувача наукової лабораторії з проблем психологічного забезпечення та психофізіологічних досліджень Навчально-наукового інституту заочного та дистанційного навчання.

У вересні-жовтні 2014 року пройшов навчання в Центрі курсової підготовки Українського бюро психофізіологічних досліджень та безпеки та отримав свідоцтво відповідно курсу цільового призначення за програмою «Застосування поліграфа при проведенні розслідувань і роботи з кадрами» в обсязі 220 академічних годин (свідоцтво № 037/14). Окрім того, отримав сертифікат про проходження курсу семінарських занять за програмою «Психологічна оцінка достовірності інформації, що повідомляється на основі вербальних і невербальних критеріїв», методичні основи якої використовуються при проведенні судових психофізіологічних експертиз за відео-аудіо матеріалами слідчих (розшукових) дій. 
У вересні 2015 року, за вагомі наукові здобутки Вища атестаційна колегія Міністерства освіти і науки України присвоїла Олександру Мотляху вчене звання професора кафедри кримінально-правових дисциплін. 
Сфера наукової діяльності: кримінальний процес, криміналістика, судова експертиза.
Займається законотворчою діяльністю: 
- надавав пропозиції в Комітет з питань законодавчого забезпечення правоохоронної діяльності Верховної Ради України під час підготовки Проекту  Кримінального процесуального кодексу України  (2012 рік);
- розробив доповнення до законів України «Про міліцію», «Про оперативно-розшукову діяльність», «Про організаційно-правові основи боротьби з організованою злочинністю» (2013 рік);
- підготував проекту Закону України «Про захист прав осіб, які проходять опитування (дослідження) на поліграфі» (2015 рік).

Олександр Мотлях є: 
- уповноваженим за реалізацію антикорупційного напряму діяльності (антикорупційної програми) в Національній академії внутрішніх справ, на виконання Постанови Кабінету Міністрів України «Питання запобігання та виявлення корупції» від  4.09.2013 року та Закону України «Про запобігання корупції» від 14.10.2014 року;
- членом комісії з оцінки корупційних ризиків та моніторингу виконання антикорупційної програми в діяльності Міністерства внутрішніх справ України;
- членом двох спеціалізованих вчених рад із захисту наукових дисертацій, а саме: Д 26.007.05 у Національній академії внутрішніх справ МВС України та К 27.855.03 в Університеті державної фіскальної служби України.
- експертом-поліграфологом, науковим консультантом Українського бюро психофізіологічних досліджень та безпеки, провідної вітчизняної установи, яка спеціалізується на проведенні досліджень із використанням поліграфа.

## Громадська діяльність
Є членом трьох Всеукраїнських громадських організації: 
- Асоціації криміналістів України (Київське регіональне відділення);
- Колегії поліграфологів України (у 2013 році набув членства у новоствореній організації, а згодом був обраний до її керівного складу в Координаційну раду Колегії, в якій перебуває й на тепер);
- Українське козацтво (Радник із правових питань, на громадських засадах, Верховного отамана Всеукраїнської громадської організації Українське Козацтво (згідно Універсалу, виданого йому від 14.04.2010 р.). Генерал-майор козацьких військ України.

Був помічником народного депутата України на громадських засадах.

## Родина
Батько — Мотлях Іван Іванович, працював директором Носівської міжколгоспної птахофабрики. Мати — Мотлях Марія Олексіївна.
Одружений. Дружина – Мотлях Маргарита Миколаївна, дві доньки – Анна і Валерія та двоє внучат Полінка і Міша.

## Відзнаки
У листопаді 2015 року Указом Президента України № 670/2015  Про відзначення державними нагородами України з нагоди 24-ї річниці підтвердження всеукраїнським референдумом Акта проголошення незалежності України 1 грудня 1991 року Олександру Івановичу Мотляху присвоєно почесне звання «Заслужений юрист України»..

## Публікації
Автор та співавтор понад 200 (двохсот) наукових, навчальних та науково-методичних праць різної юридичної спрямованості. Серед них наукові монографії, підручники, посібники:
1. Мотлях О.І. Комп’ютерна злочинність : [навч. посіб.] / П.Д. Біленчук,                    Б.В. Романюк, В.С.Цимбалюк  та ін. – К:. Атіка – 2002. – 240с.
2. Мотлях О. І. Криміналістика: криміналістична техніка : [навч. посіб.]                   / О. І. Мотлях, В. О. Куркін. – К. : АПСВ, 2006. – 128 с.
3. Мотлях О.І. Криміналістика: криміналістична тактика [навч. посіб.]                   / О. І. Мотлях  – К. : АПСВ, 2007. – 112 с.
4. Мотлях О.І. Криміналістика: криміналістична методика [навч. посіб.]                 / О. І. Мотлях  – К. : АПСВ, 2008. – 97 с.
5. Мотлях О. І. Криміналістика в схемах і таблицях [навч. посіб.]                             / О. І. Мотлях  – К.:  «Освіта України», 2009. – 126 с.
6. Мотлях О. І. Методика розслідування комп’ютерних злочинів : [моногр.]            / О. І. Мотлях. – К. : Освіта України, 2010. – 296 с.
7. Мотлях О. І. Поліграф: наукова природа походження, нормативно-правове регулювання та допустимі межі застосування : [моногр.] / О. І. Мотлях. – К. : Освіта України, 2012. – 394 с.
8. Мотлях О. І. Аудіовізуальна психофізіологічна діагностика людини: історія, теорія, практика : [колект. моногр.] : [П.Д. Біленчук,  О.І. Мотлях, О.М. Рибальченко, І.П. Усіков] К. : Атіка, 2013. – 419 с.
9. Науково-практичний коментар Кримінального кодексу України [текст]             / О. І. Мотлях, Н. В. Малярчук, Ю. В. Корнєєв [та ін.]  – К. : Центр учбової літератури, 2014. – 696 с.
10. Мотлях О. І. Практика призначення та проведення судових психофізіологічних експертиз й експертних досліджень із використанням комп’ютерного поліграфа (методичні та практичні рекомендації) : [посіб.]                     / О. І. Мотлях, І. П. Усіков. –  К.: Освіта України, 2015. – 210 с.
11. Мотлях О. І. Психофізіологічні дослідження з використанням поліграфа в практиці розслідування злочинів [Текст] : метод. рек. /Мотлях, О. І., Костюк В. Л., Куценко Д. В. – К.: Освіта України, 2016. – 73 с.
12. Мотлях О.І. Застосування комп’ютерних поліграфів при професійному кадровому відборі в підрозділи Міністерства внутрішніх справ України та Національної поліції України [Текст] : [метод. посіб.] / Мотлях О.І., Корж Є.М. –  К. : Освіта України, 2017. –  104 с.

Навчально-методичні праці:
1. Мотлях О.І. Комп’ютерна злочинність : [навч.-метод. компл.]  / О.І. Мотлях – К:. Академія праці і соціальних відносин. – 2002. – 34 с.
2. Мотлях О.І.  Методичні рекомендації для підготовки і захисту курсових, дипломних та магістерських робіт на юридичному факультеті Академії праці і соціальних відносин Федерації профспілок України : [навч.-метод. видання] / О.І. Мотлях – К.: Академія праці і соціальних відносин – 2006. – 32 с.
3. Мотлях О.І. Криміналістика  для студентів юридичного факультету всіх форм навчання, спеціальності 7.060101 – «Правознавство» : [навч.- метод. компл.] / О.І. Мотлях  – К.: Академія праці і соціальних відносин, 2008. – 156 с.
4. Мотлях О.І. Методологія соціальних досліджень у праві : [навч.- метод. компл.] / О.І. Мотлях – К.: Міжгалузева академія управління, 2010. – 60 с.
5. Мотлях О.І. Кримінологія для студентів юристів : [навч.- метод. компл.] / О.І. Мотлях – К.: К.: Міжгалузева академія управління, 2011. – 67 с.
6. Мотлях О.І. Криміналістика  для студентів юридичного факультету всіх форм навчання, спеціальності 7.060101 – «Правознавство» : [навч.- метод. компл.] / О.І. Мотлях  – К.: Міжгалузева академія управління, 2013. –  85 с.
7. Мотлях О.І. Методичні рекомендації щодо призначення та проведення судових експертиз та експертних досліджень з використанням комп’ютерного поліграфа [метод. рек.] / О.І. Мотлях  – К.: Українське бюро психофізіологічних досліджень і безпеки, 2013. – 15 с.
8. Мотлях О.І. Криміналістика  для студентів юридичного факультету всіх форм навчання, спеціальності 7.060101 – «Правознавство» [навч.- метод. компл.] / О.І. Мотлях  – К.: КНУКіМ, 2014. – 147с.
9. Мотлях О.І. Кримінально-виконавче право для студентів магістрів [навч.- метод. компл.] / О.І. Мотлях  – К.: КНУКіМ, 2014. – 43 с.